# Tülay German
Tülay German (* 27. Januar 1935 in Istanbul) ist eine türkische Sängerin, die seit langem in Frankreich lebt. Sie ist vor allem bekannt für ihre zeitgenössischen Interpretationen türkischer Musik.

## Leben und Wirken
German begann im Alter von vier Jahren zu singen. Als Grundschülerin trat sie einmal in Radio Ankara auf und sang begleitet von Tarık Bulut am Klavier Schubert-Lieder mit türkischen Texten in der Kindersendung von Ayşe Ablas (Neriman Hızır), die am Samstagabend auf Radio Ankara ausgestrahlt wurde. Sie erhielt Klavierunterricht bei Ferdi Statser; ihre Eltern erlaubten aber nicht, dass sie das Konservatorium besuchte. Stattdessen machte sie 1956 einen Abschluss am Üsküdar American Girls’ College.
Als erste türkische Sängerin nahm German 1957 an der von Hulki Saner moderierten Sendung Melody Caravan in Istanbul Radio teil. Dort sangs sie Love Me Tender, begleitet vom Aleksandr Zamboğlu Guitar Quartet. Heimlich und gegen den Willen ihrer Eltern trat sie auf der Bühne des Süreyya in Ankara auf; als ein Freund ihres Vaters dies aufdeckte, wurde sie nach Istanbul geschickt. Zwischen 1960 und 1962 machte sie sich dort als Jazzsängerin einen Namen. Sie sang in der wöchentlichen Sendung, die das Salim Ağırbaş Quintet in Istanbul Radio hatte. 1962 nahm sie für das Label Odeon Records die von Erdem Buri (1925–1993) auf Türkisch verfassten Adaptionen Mutlu Günler und Ninni sowie das von ihm geschriebene Senin Şarkını Söylüyorum auf. 1964 nahm sie mit dem türkischen Nationalorchester am Balkan-Melodien-Festival in Jugoslawien teil; dort wurde sie zur beliebtesten Sängerin der Kritiker erklärt und gelangte auf die Titelseite der Zeitschrift Arena. Zu dieser Zeit nahm sie auch Burçak Tarlası auf, das als der erste Hit einer polyphonen türkischen Volksmusik, aber auch als früher Meilenstein in der frühen Entwicklung des Anadolu Pop gilt.
Anfang 1966 migrierte German gemeinsam mit Buri, dem für seine Übersetzungen von Werken von Georg Friedrich Hegel eine Gefängnisstrafe drohte. Sie zog mit ihm nach Paris, wo sie einen Vertrag bei Philips erhielt und als Toulaï zahlreiche Singles in französischer Sprache aufnahm. Des Weiteren trat sie in Radio- und Fernsehsendungen auf, gab Konzerte und nahm an verschiedenen Festivals in Frankreich, Belgien, Deutschland, Polen, Tunesien, Marokko, den Niederlanden und Brasilien teil. In den USA veröffentlichte sie 1975 das Album Tract, das İlhan Mimaroğlu speziell für sie komponiert hatte. Das Album Toulay & François Rabbath, das sie in türkischer Sprache sang, erhielt 1981 den französischen Grand Prix du Disque. Darauf folgte 1982 ihr Album Nâzım Hikmet'e Saygı (Hommage à Nâzım Hikmet); auch dabei arbeitete sie mit François Rabbath zusammen. 1987 zog sie sich mit einem Konzert in den Niederlanden von der Bühne zurück.
1999 wurde Germans Kompilation Le Chant des Poètes in der Türkei von Kalan Music unter dem Titel Yunus'tan Nâzım'a neu aufgelegt. Nach ihrem ersten Buch Erdemli Yıllar (Bilgi Yayınevi, 1996) veröffentlichte sie ihre Memoiren unter dem Titel Düşmemiş Bir Uçağın Kara Kutusu (2001) bei Çınar Yayınevi.
German lebt noch immer in Paris. 2021 wurde ihr für ihre Verdienste für den Jazz in der Türkei auf dem Istanbul International Jazz Festival der Lifetime Award des Festivals verliehen.